# Штрумпфови: Велики филм
Штрумпфови: Велики филм (енгл. Smurfs) амерички је анимирани филм из 2025. по серијалу стрипова Штрумпфови који је написао Пејо. Режију потписује Крис Милер, по сценарију Пем Брејди. Главна гласовна глумица је Ријана, која је позајмила глас Штрумпфети.
Премијера је приказана 28. јуна 2025. у Бриселу, док је 18. јула пуштен у биоскопе у САД, односно 17. јула у Србији. Добио је негативне рецензије критичара и зарадио више од 100 милиона долара широм света.

## Радња
Када Великог Штрумпфа (мистериозно отму зли чаробњаци, Разамел и Гаргамел, Штрумпфета води Штрумпфове у мисију у стварни свет да га спасу. Уз помоћ нових пријатеља, Штрумпфови морају да открију шта дефинише њихову судбину да би могли да спасу универзум.

## Гласовне улоге
| Улога      | Енглески глас | Српски глас   |
| ---------- | ------------- | ------------- |
| Штрумпфета | Ријана        | Ђурђина Радић |